# Miles Austin
(en) Statistiques sur pro-football-reference
Miles Austin, né le 30 juin 1984 à Summit (New Jersey), est un joueur de football américain évoluant au poste de wide receiver.
Il était étudiant à l'Université de Monmouth avec laquelle il a reçu 150 passes, couru 2,867 yards et marqué 33 touchdowns.

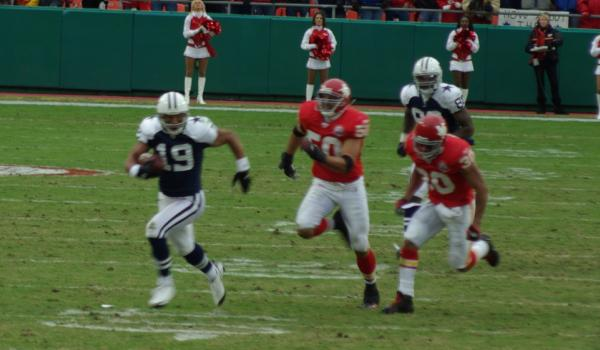
Miles Austin avec le no 19

Il a été recruté comme agent libre par les Cowboys de Dallas en 2006. Il a joué dans l'unité spéciale des Cowboys pendant trois ans. Comme rookie il s'est surtout distingué en retournant trois kickoffs pour 136 yards contre les Seahawks de Seattle pendant le tour de wild-card. Son retour de 93 yards fut le premier à aboutir à un touchdown en playoffs dans l'histoire de la franchise. Il a terminé 9e pour ses retours de kickoffs en 2007, puis fut receveur réserviste en 2008.
Depuis le départ de Terrell Owens, après la saison 2008,  il a gagné une place de titulaire avec les Cowboys. Le 11 octobre 2009, pour son premier match comme titulaire disputé contre les Chiefs de Kansas City, Austin a réussi 10 réceptions pour 250 yards et il a marqué deux touchdowns. Il bat alors le record de yards à la réception par match des Cowboys qui était détenu par Bob Hayes avec 246 yards en 1966. Lors de la même saison régulière, il réussit six réceptions pour 173 yards et deux touchdowns contre les Falcons d'Atlanta.
À l'issue de la 16e semaine de saison régulière 2009 de NFL il a cumulé onze touchdowns, 81 réceptions et 1320 yards à la réception, ce qui le passe en 8e position de tous les temps parmi les meilleurs receveurs non draftés qui ont réussi le plus de yards à la réception.
Il est l'ex de Kim Kardashian.